# Îles Oki
Les  îles Oki  (隠岐諸島, Oki-shotō, littéralement îles au large) sont un archipel japonais située en mer du Japon, entre 40 et 80 km au nord de la péninsule de Shimane sur de l'île de Honshū. Elles comptent 24 500 habitants réparties sur ses quatre îles principales et font partie de la préfecture de Shimane, dont elles forment le district d'Oki. 
Autrefois terre d’exil pour les nobles en disgrâce, les îles Oki font aujourd’hui partie du parc national de Daisen-Oki ainsi que du réseau des Géoparcs mondiaux de l’UNESCO. Elles sont accessibles en ferry depuis Matsue et Sakaiminato, ou en avion depuis Izumo et Osaka.

## Géographie
L’archipel est constitué de quatre îles habitées et environ 180 îles inhabitées. La plus grande des îles, Dōgo
, est située à une dizaine de kilomètres des trois autres îles, Nishinoshima, Nakanoshima et Chiburijima, qui forment une caldeira et sont collectivement appelées Dōzen. Administrativement, ces quatre îles constituent respectivement les bourgs d’Okinoshima, de Nishinoshima, d’Ama et le village de Chibu, tous rassemblés au sein du district d’Oki. Les îles Takeshima (Rochers Liancourt), objets de revendications territoriales par le Japon et situées à 158 km au nord-ouest de là, sont administrativement rattachées à Okinoshima.
Né de l’activité volcanique, l’archipel possède un relief montagneux. Le point culminant des îles, le mont Daimanji (大満寺山), haut de 608 m, se situe à Dōgo (島後, « l’arrière des îles »), la plus grande et la plus peuplée des îles (environ 15 000 habitants pour 242,95 km2). Ses reliefs sont recouverts d’un important manteau forestier. Il s’y trouve la principale ville-portuaire des îles, Saigō (西郷) ainsi que l’aéroport d’Oki.
La seconde plus grande île est Nishinoshima (西ノ島, « l’île de l’ouest »). Elle compte 3 100 habitants pour 56 km2 et son principal port est Beppu (別府). L’île est dominée par le mont Takuhi (焼火山) qui, avec ses 242 m de haut, est à la fois le point culminant du sous-archipel des Dōzen (島前, « le devant des Îles ») et le cône central de la caldeira. Les trois îles qui forment Dōzen sont situées dans un rayon de 10 km de ce cône. Dédié à la divinité des voyages en mer, le Mt Takuhi continue d’accueillir des pèlerins venus prier pour une mer clémente.
Nakanoshima (中ノ島, « l’île du centre ») compte 2400 habitants pour 32 km². Son principal port est Hishiura (菱浦港). C’est sur cette île que mourut l’empereur déchu, Go-Toba, exilé sur l’île en 1221 après qu’il eut perdu sa tentative de mettre à bas le shogunat de Kamakura.
Chiburijima (知夫里島), dont l’étymologie reste incertaine, est la plus petite des îles et ne compte que 650 habitants pour 13,5 km2. Son relief est montagneux au nord, offrant de belles vues sur la mer intérieure des Dōzen. Son principal port est Kurii (来居).
La façade ouest des îles, balayées par les vents, est généralement moins boisée qu’ailleurs. Possédant une fascinante géohistoire et façonnées par l’érosion marine et éolienne, les îles Oki offrent à voir d’impressionnantes formations géologiques. Il s’y trouve entre autres la plus haute falaise du Japon, Matengai (257 m), sur l’île de Nishinoshima.

## Formation des îles et environnement
Les îles Oki se sont constituées en différentes étapes au gré du mouvement de la croûte terrestre. Elles faisaient autrefois partie du continent Eurasien avant de lentement glisser sous les océans. Elles ressurgirent à la surface au gré de l’activité volcanique il y a cinq à six millions d’années pour former des îles. Elles devinrent par la suite connectées au Japon avant de redevenir insulaires à nouveau avec la montée du niveau de la mer à la fin de la dernière ère glaciaire, il y a environ 10 000 ans. 
Lorsque les îles étaient connectées au reste du Japon via la péninsule de Shimane durant l’ère glaciaire, elles devinrent la terre d’adoption de nombreux animaux et végétaux. Il y faisait effectivement relativement plus chaud grâce à l’environnement marin. Une fois que les îles furent séparées du reste du Japon à la suite de la montée du niveau de la mer, certaines de ces espèces réussirent à s’adapter au changement de climat et à la faible altitude des îles. C’est pourquoi on peut aujourd’hui y trouver dans un même environnement une flore mélangeant végétations du nord et du sud du Japon, subalpines et continentales.
Oki possède de nombreuses espèces endémiques, comme la salamandre d’Oki, qui a su évoluer pour s’adapter à des ruisseaux de montagnes, ou encore le muscardin du Japon. À cela s’ajoute une importe biodiversité marine. Les algues Kurokizuta, une variété de caulerpe, découvertes près de l’ancienne résidence impériale Kuroki à Nishinoshima, sont ainsi les seules algues du Japon à être désignées monument naturel.

## Histoire

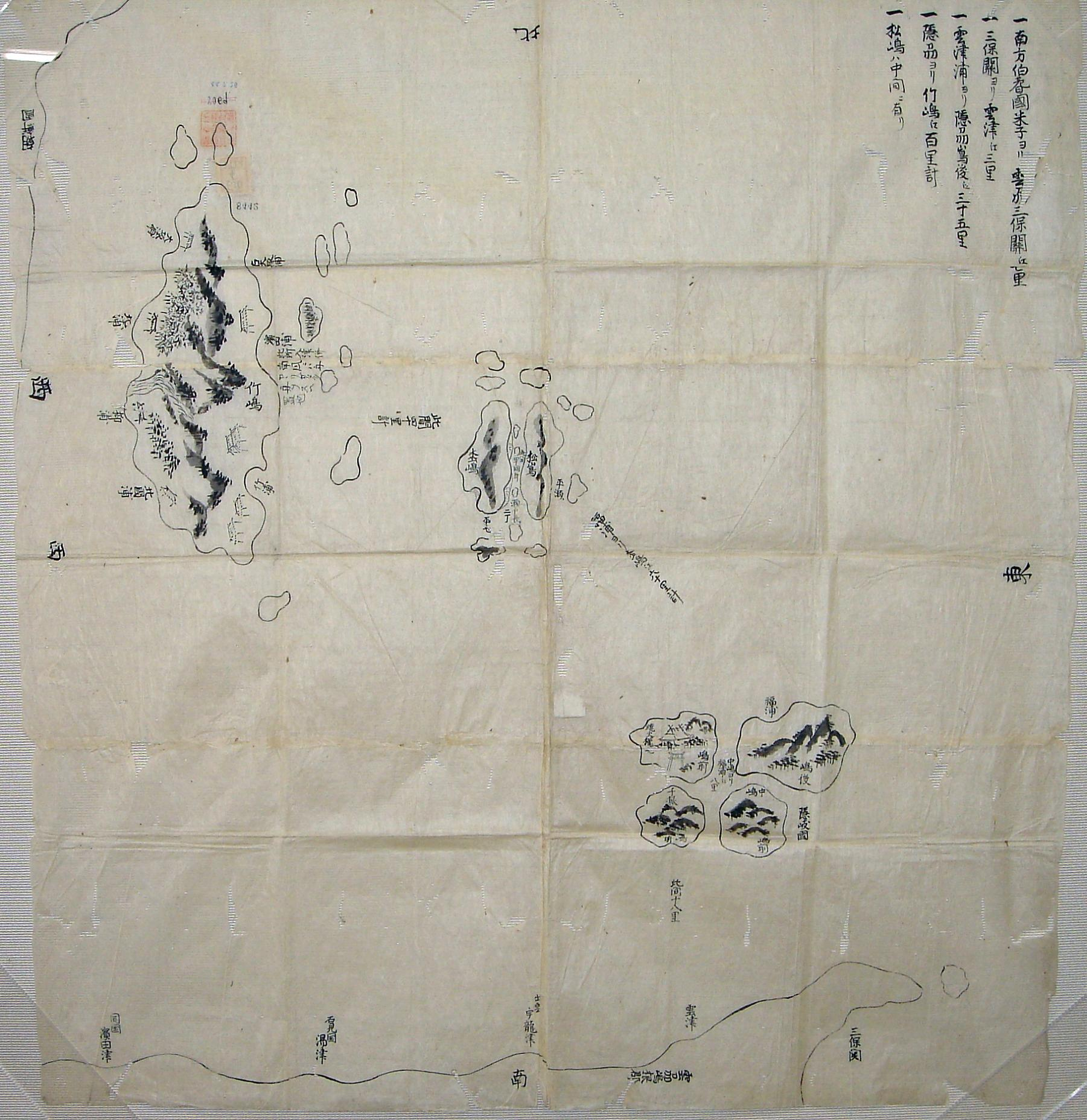
La carte japonaise de 1724. Îles Oki (en bas à droite), Rochers Liancourt (centre), Ulleungdo (à gauche).

Habitées dès la période du paléolithique japonais, les îles Oki représentèrent une importante source d’obsidienne pour les hommes de la préhistoire. L’obsidienne d’Oki, roche volcanique qui servait notamment à fabriquer des objets tranchants, commença à être exportée dans toute la région du Chūgoku il y a environ 30 000 ans.
Dans la seconde moitié du VIIe siècle, les îles prirent le statut de province d'Oki dans le cadre du système du ritsuryō. L'archipel fournit à la capitale un tribut annuel constitué de produits de la mer. C’est d’ailleurs à Oki que subsiste un héritage unique de ce système sous la forme d’un jeu de cloches de station, octroyé par le gouvernement central à la famille Oki. Désigné bien culturel important, il s’agit du dernier exemplaire connu.
La province d'Oki fut gouvernée par le shugo de la province d'Izumo à partir de la période Kamakura (1185-1333) puis, pendant la période Muromachi (1333-1573), puis fut successivement contrôlée par le clan Sasaki, le clan Yamana et le clan Kyogoku. Elle passa ensuite sous la domination du clan Amako pendant la période Sengoku (milieu du XVe siècle – fin du XVIe siècle). Durant l'époque d'Edo, les îles furent incluses dans le domaine de Matsue.

### Terre d’exil

Un empereur exilé à Okinoshima (1600).

À partir de l’époque de Nara (710-794) et de Heian (794-1185), les îles Oki devinrent officiellement une terre d’exil pour de nombreux nobles et autres personnalités qu’il convenait de ménager. Y furent ainsi banni le poète et fonctionnaire Ono no Takamura en 838, ou encore les ex-empereurs Go-Toba en 1221 – qui mourut sur l’île de Nakanoshima en 1239 – et Go-Daigo, qui lui fut exilé sur l’île de Nakanoshima en 1332 et réussit à s’enfuir l’année suivante. Jusqu’au XIXe siècle, les îles Oki accueillirent ainsi de nombreuses personnalités qui s’installèrent avec leurs entourages et contribuèrent à l’enrichissement culturel d’Oki. C’est par exemple pour cette raison que furent organisées des luttes de taureaux dans le but de divertir ces exilés.

### Port d’attache des navires Kitamaebune

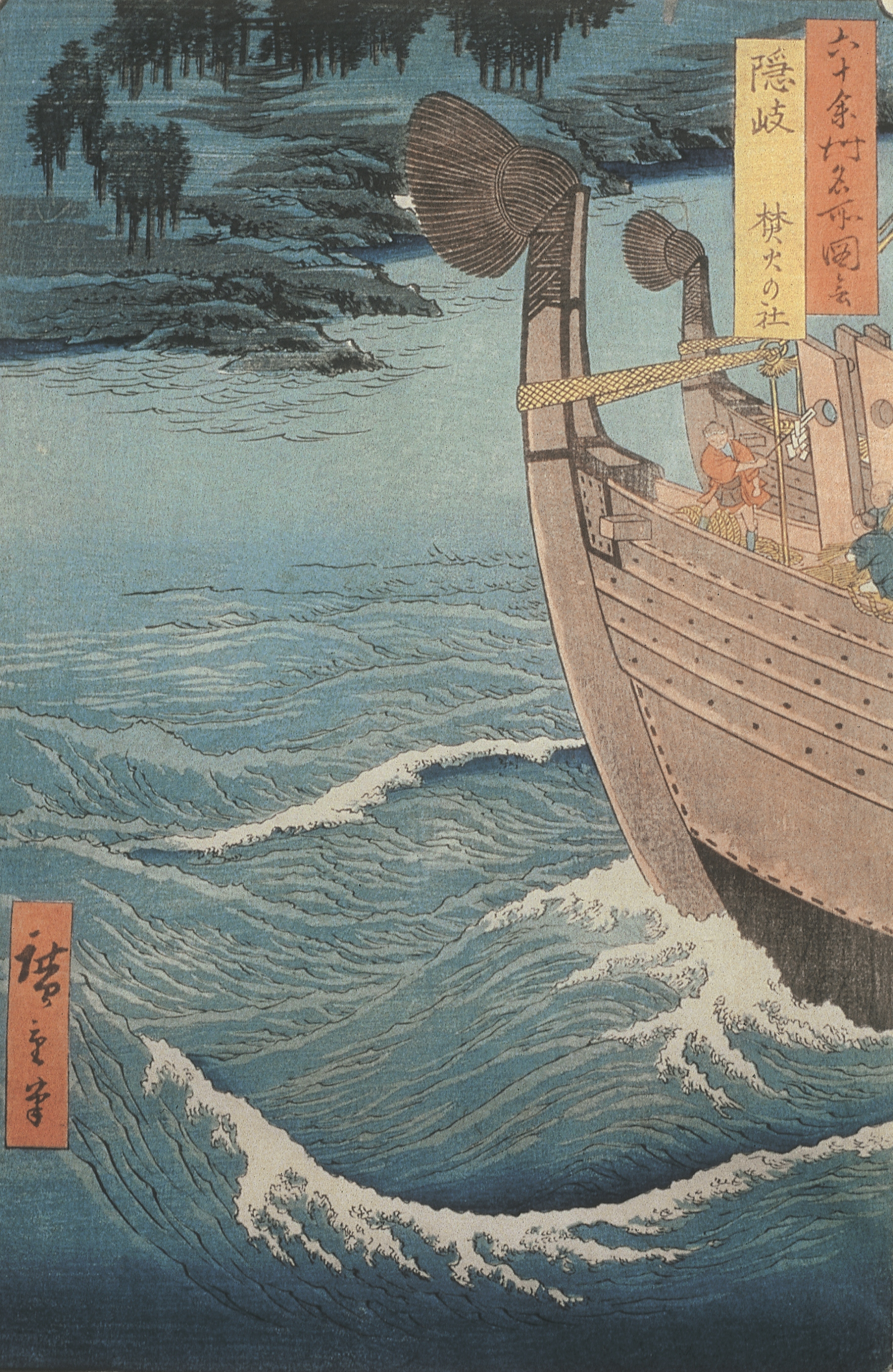
Le sanctuaire Takuhi (Hiroshige).

Avec le développement du commerce maritime à partir du XVIIIe siècle, les îles Oki connurent une période florissante et devinrent le port d’attache des navires de fret appelés Kitamaebune. Situées à mi-chemin de la péninsule de Noto et des ports de Shimonoseki et Hakata, les îles Oki étaient en effet idéalement placées sur la route qu’empruntaient ces navires chargés en biens et nourriture et qui faisaient le tour du Japon pour approvisionner Edo, la capitale. On estime qu’en moyenne 2 000 de ces navires faisaient escale sur les îles chaque année (avec un maximum de 5 000 dans les années fastes), principalement à Saigō, port naturel dans le sud de Dōgo. Les navires venaient en outre chercher le riz et le fer de la région aux ports de Mihonoseki (actuelle municipalité de Matsue) et Yasugi.
Le mont Takuhi, situé au centre de la caldeira de Dozen, et qui abrite un sanctuaire dédié à la divinité des voyages en mer, était à l’époque un objet de culte pour tous les marins, qui venaient y prier pour une mer clémente. Il devint l’endroit représentatif des îles Oki, comme le montre l’estampe réalisée par Hiroshige dans sa série Vues des sites célèbres des soixante et quelques provinces du Japon et intitulée « Takuhi no yashiro » (焼火の社, « Le sanctuaire Takuhi »).

### Brève période d’indépendance
En 1868, année qui vit le renversement du shogunat des Tokugawa et la restauration impériale inaugurée par l’Empereur Meiji, les habitants d’Oki chassèrent le gouverneur provincial qui avait été nommé par le domaine de Matsue. Ils purent ainsi jouir d’une brève période d’indépendance, qui ne dura cependant que 81 jours. De juin à février 1869, les îles devinrent un département (ken) à part entière, avant d’être rattachées au département de Tottori. Ce n’est qu’en 1876 qu’elles furent rattachées au département de Shimane.
À la fin du XIXe siècle, le mouvement anti-bouddhiste (Haibutsu kishaku), apparu durant la restauration de Meiji, fit rage parmi les habitants et aboutit à la destruction de nombreux temples bouddhiques.
En 1892, les îles reçurent la visite de l’écrivain Lafcadio Hearn, installé à Matsue en tant que professeur d’anglais depuis 1890. Il leur consacra un chapitre intitulé « From Hoki to Oki » dans son livre Le Japon inconnu (Glimpses of Unfamiliar Japan). Charles Henry Gilbert, ichtyologiste américain, visita les îles en 1906.

## Culture
De par son isolement dans la mer du Japon, Oki a développé une culture originale qui a réussi à traverser les siècles. 

### Les luttes de taureaux Ushi-tsuki
L’apparition des luttes de taureaux, dont des tournois sont aujourd’hui organisés plusieurs fois par an, remonte à l’arrivée de l’empereur déchu Go-Toba, exilé sur Oki en 1221. Ce dernier aurait trouvé satisfaction à être diverti de la sorte. Ces luttes, appelée ushi-tsuki (牛突) à Oki, sont usuellement appelées tōgyū (闘) dans le reste de l’archipel. Les tournois prennent place sur l’île de Dōgo chaque 4 mai, 15 août, 1er septembre, 13 octobre et 11 novembre.

### Le sumo traditionnel Oki koten-zumō
Oki possède une forme de sumo spécifique dite koten-zumō (古典相撲), ou « sumo ancien ». Ces luttes traditionnelles, qui ont pour but d’attirer la bienveillance des dieux à l’occasion des récoles ou de la réalisation de grands projets, sont exécutées non pas par d’imposants professionnels, mais par des amateurs à l’allure svelte qui forment une équipe pour chacun des 200 sanctuaires shintoïstes des îles Oki. En outre, elles ont ceci de particulier qu’il n’y a ni vainqueur ni perdant. Chaque combat est en effet suivi d’un second où le vainqueur se laisse battre, de manière à conserver l’harmonie sociale sur les îles.

### La culture de rotation Makihata
La culture de rotation Makihata (牧畑) – association des caractères « pâture » et « champs » –  est apparue au Moyen Âge pour pallier le manque de terres arables sur les îles Oki. Cette rotation culturale, qui a perduré jusque dans les années 1970, consistait en une optimisation agricole des terres : celles-ci étaient divisés par des murs et les agriculteurs alternaient différentes semences sur un cycle de quatre ans. Les murs utilisés pour séparer les différents champs ainsi que les différents troupeaux d’animaux sont encore visibles de nos jours, notamment sur le Mt Akahage sur l’île de Chiburijima .

## Économie
Les îles Oki possèdent une économie principalement basée sur la pêche commerciale, l’élevage et le tourisme.  Les îles possèdent des eaux poissonneuses riches en huîtres, crabes et calmars. De nombreuses vaches et chevaux sont laissés en pâturage sur certains lieux touristiques. Il s’y trouve également des producteurs de saké.

## Accès

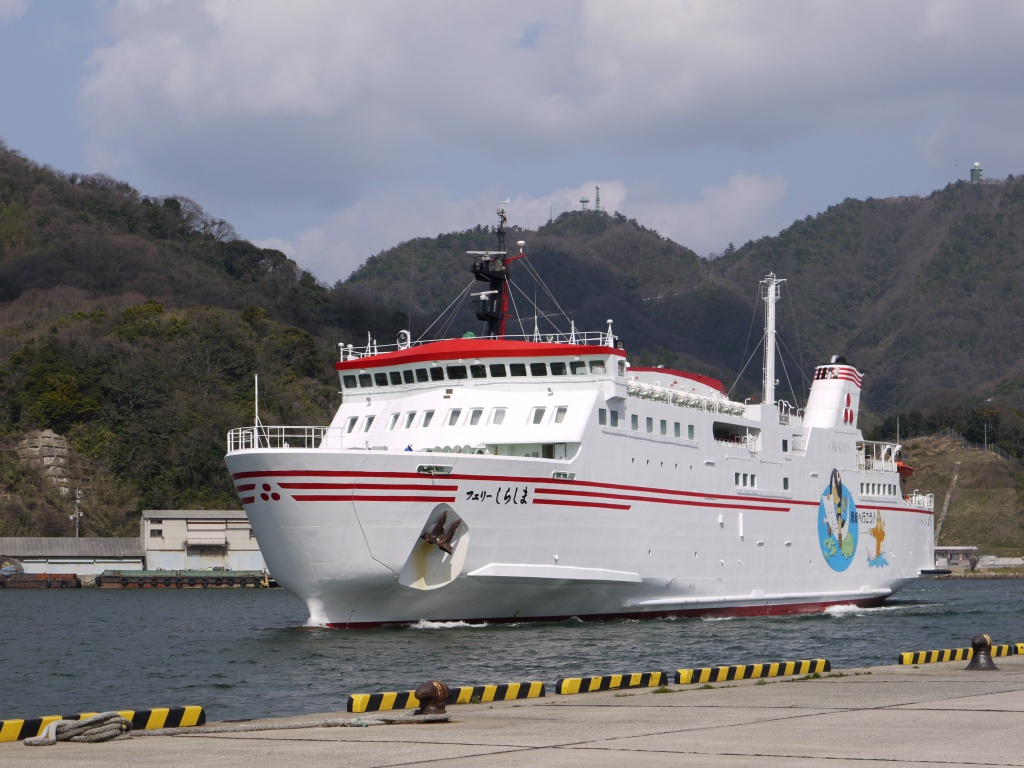
L’un des ferry desservant Oki.

Les îles sont reliées à l'archipel par avion et par ferry. Toutefois, ces derniers sont annulés si les vagues excèdent une hauteur de plus de cinq mètres. Il faut compter 2 h 30 de trajet via les ferrys Oki Kisen et 1 h en ferry rapide depuis les ports de Shichirui et Sakaiminato, respectivement situés à 40 min en bus des gares JR de Matsue et Yonago.
L'aéroport d'Oki se trouve près de Saigō, la principale ville de l'archipel. Il dessert l’aéroport international d'Osaka (Itami) et l’aéroport d'Izumo.

## Tourisme
Pour visiter les principaux sites d’Oki, les touristes peuvent monter à bord des bus touristiques “géo-bus” qui parcourent l’île de Dôgo toute la journée, Nakanoshima le matin et Nishinoshima l’après-midi (payants). Il est également possible de louer une voiture (permis international requis) ou des vélos, assistés ou non. Chaque île possède son propre circuit touristique en bateau.
Faisant partie des Géoparcs mondiaux de l’UNESCO depuis septembre 2013, les îles Oki offrent à voir des sites géologiques et un environnement exceptionnel. 

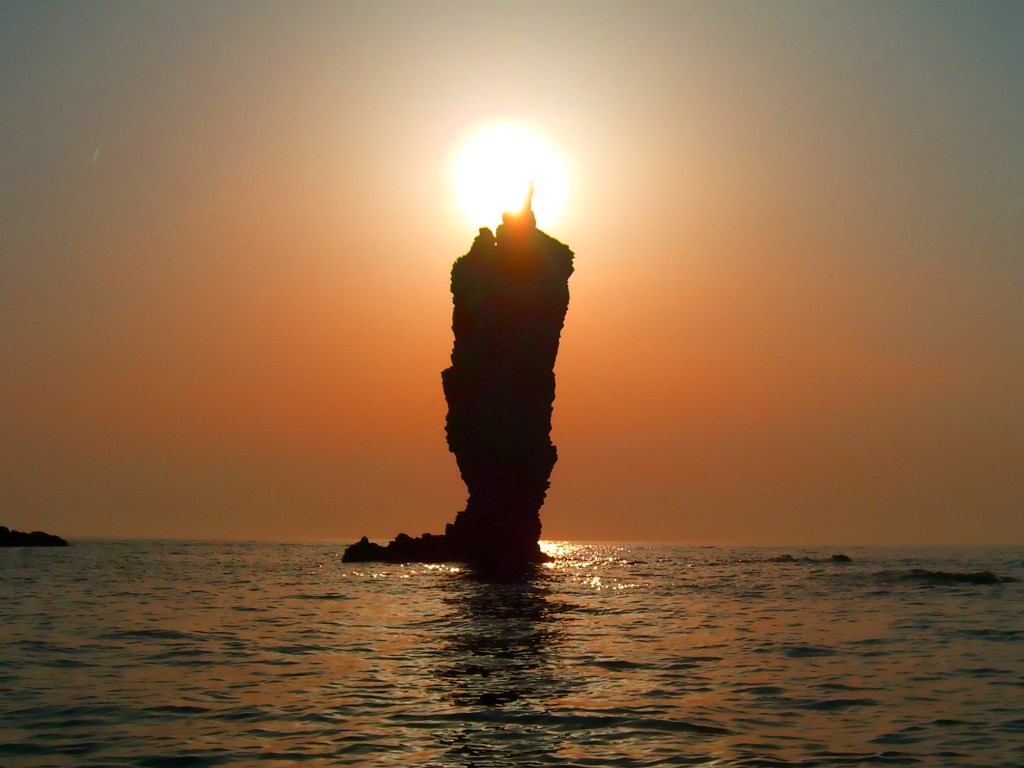
Rocher Rôsoku en forme de bougie (Dōgo)
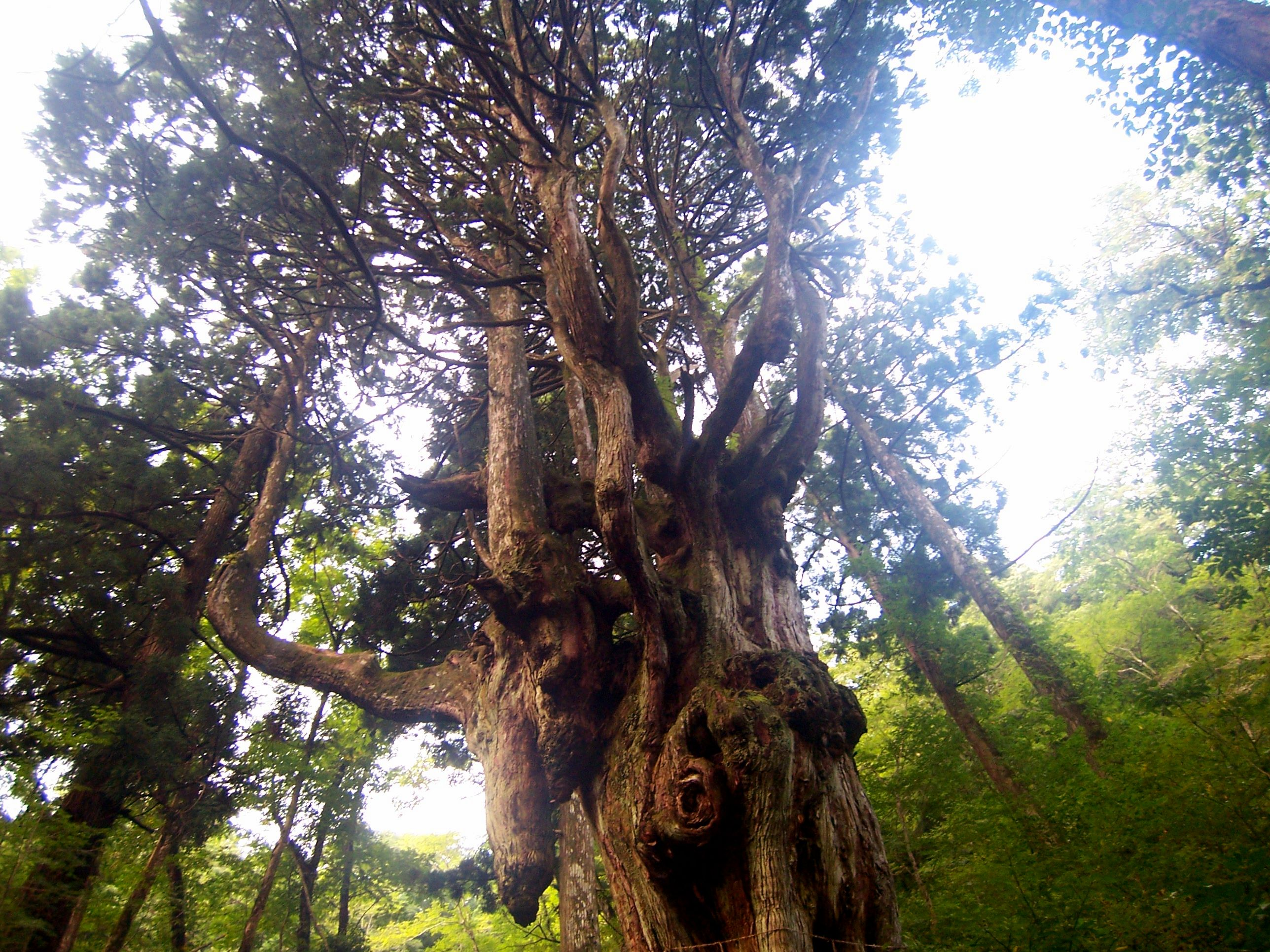
Cèdre Chichi-sugi (Dōgo)
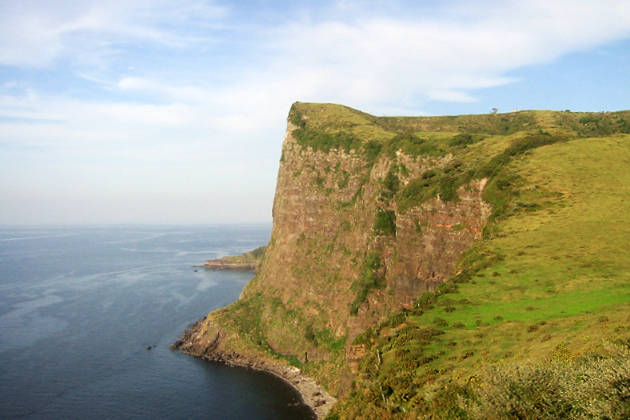
Falaises Matengai (Nishino-shima)
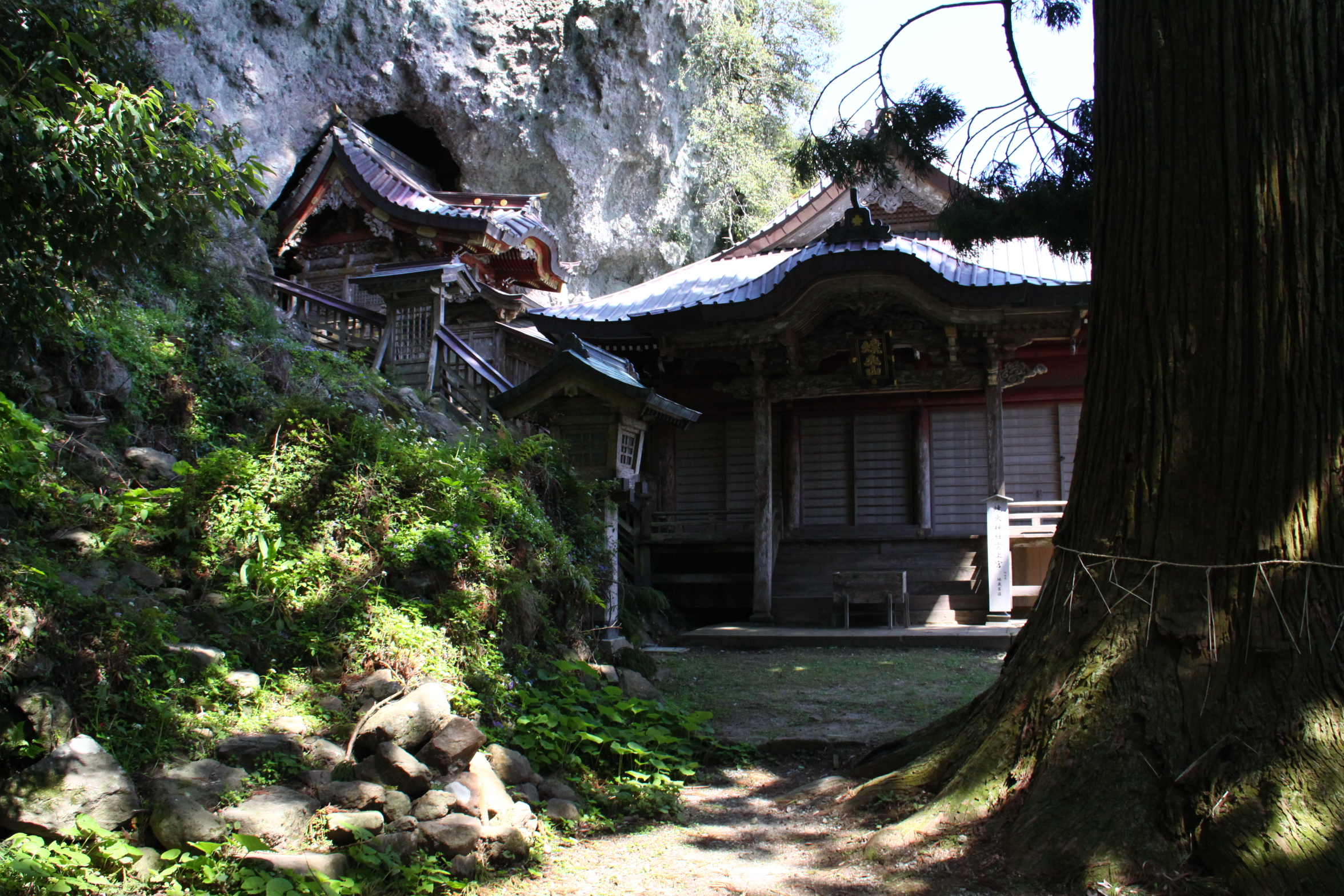
Sanctuaire Takuhi (Nishino-shima)
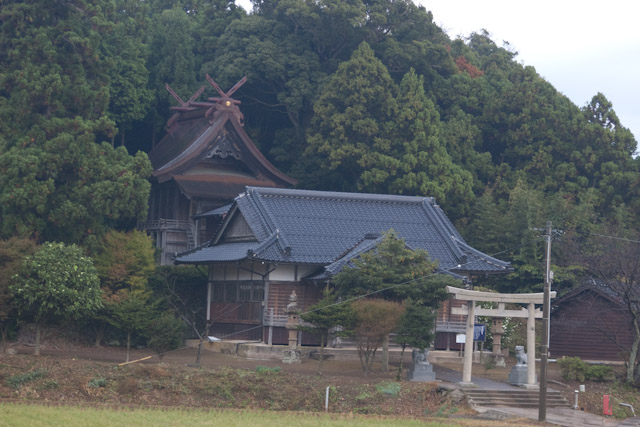
Sanctuaire Uzukamikoto (Chiburi-jima)